# Aphytis nigripes
Aphytis nigripes är en stekelart som först beskrevs av Compere 1936.  Aphytis nigripes ingår i släktet Aphytis och familjen växtlussteklar. Inga underarter finns listade i Catalogue of Life.